# Mass Effect 2
Mass Effect 2 è un videogioco action RPG a tema fantascientifico del 2010, sviluppato da BioWare e pubblicato da Electronic Arts per PlayStation 3, Xbox 360 e Microsoft Windows. Si tratta del sequel di Mass Effect (2007).
Accolto dai favori di pubblico e critica, ha venduto più di 2 milioni di copie in una settimana dalla distribuzione. Secondo l'aggregatore di recensioni GameRankings, è il miglior videogioco del 2010 per entrambe le piattaforme su cui è stato pubblicato; in senso assoluto, si colloca al terzo posto tra i migliori titoli per la console della casa di Redmond e al quarto posto tra quelli pubblicati per Microsoft Windows. Un sito analogo, Metacritic, ha assegnato una valutazione di 94 e 96 alle versioni per Windows e Xbox 360, rispettivamente. Valutazioni analoghe ha ottenuto la versione per PlayStation 3, pubblicata un anno dopo. Nel 2012 è stato eletto da IGN come il miglior videogioco dell'era moderna.

## Trama
Il gioco si apre con una sequenza ambientata poche settimane dopo gli eventi narrati in Mass Effect, nel 2183 d.C.. La Normandy SR-1, impiegata nella ricerca ed eliminazione delle ultime sacche di resistenza geth, viene attaccata da un'enorme e misteriosa astronave aliena. La nave di Shepard viene rapidamente sopraffatta, ma gran parte dell'equipaggio riesce a mettersi in salvo; lo stesso Shepard, tuttavia, dopo aver messo in salvo il pilota della nave, Joker, viene scaraventato nello spazio e, privato dell'ossigeno da una falla nella sua tuta, rimane ucciso.
Il suo corpo viene recuperato dalla misteriosa organizzazione pro-umani Cerberus, guidata da un potente e oscuro personaggio noto soltanto come Uomo Misterioso. Egli finanzia il progetto Lazarus, un costosissimo quanto avanzato programma di ricerche biologiche e genetiche che ha lo scopo di riportare in vita Shepard. Questi si rianima due anni dopo, nel 2185, mentre il laboratorio sede del progetto è sotto attacco. Con l'aiuto di due membri di Cerberus, Jacob Taylor e Miranda Lawson, riesce a sottrarsi allo scontro, per poi essere portato al cospetto dell'Uomo Misterioso.
L'enigmatico personaggio informa Shepard del motivo per cui è stato riportato in vita: investigare sulla misteriosa scomparsa di intere colonie umane dietro la quale teme si celino i Razziatori, un'antica razza di macchine senzienti che periodicamente sterminano ogni forma di vita della galassia e il cui ritorno, negli eventi narrati nel primo capitolo, è stato impedito proprio dal comandante umano. Shepard, pur mantenendo un certo scetticismo nei confronti dell'organizzazione Cerberus, apertamente osteggiata sia dal Consiglio della Cittadella sia dalla stessa Alleanza dei Sistemi umana, accetta di esser inviato sulla colonia umana di Freedom Progress, dove apprende che dietro le sparizioni dei coloni si cela una misteriosa razza aliena, i Collettori, insettiformi provenienti dall'oscuro e pericoloso portale di Omega-4 e dotati di una tecnologia estremamente avanzata di origine ignota.
L'Uomo Misterioso fornisce dunque a Shepard una nuova nave, la Normandy SR-2, dotata dell'intelligenza artificiale IDA e ai cui comandi si ritrova Joker, e un equipaggio per fronteggiare la minaccia incombente sulle colonie umane. Il comandante comincia a radunare una squadra di specialisti in giro per la galassia, cui si aggrega, tra gli altri, il Turian Garrus, già compagno di squadra di Shepard in Mass Effect. Mentre a seguito della missione sulla colonia umana di Horizon si fa largo la sensazione che i Collettori abbiano un interesse personale verso Shepard, il comandante umano viene spedito a ispezionare il relitto di una nave dei Collettori, dove apprende che questi ultimi, in realtà, sono Prothean indottrinati e geneticamente modificati per essere schiavi delle macchine senzienti. Con l'aiuto di IDA, inoltre, raccoglie informazioni circa le modalità di attraversamento del portale di Omega-4.
Dopo aver completato il reclutamento dei compagni di squadra - con il ritorno di un'altra vecchia conoscenza, la Quarian Tali - Shepard si dirige verso un antico relitto di Razziatore per recuperare un segnale di riconoscimento che consenta alla Normandy SR-2 di provare a varcare indenne il portale di Omega-4. Dopo aver scoperto che i membri della squadra scientifica di Cerberus già inviati a bordo si sono trasformati in mutanti sotto l'influenza del Razziatore, Shepard recupera il sistema di riconoscimento e distrugge il nucleo di forza del Razziatore, ma non prima di aver portato a bordo un geth disattivato che sarà in grado di offrire una prospettiva nuova sulla propria specie: infatti, se attivato, questo rivelerà la spaccatura esistente nella società geth, tra gli "eretici" che in Mass Effect hanno scelto di allearsi con Saren e di servire i Razziatori, venerandoli come divinità, e coloro che invece ne hanno declinato l'offerta.
A questo punto, Shepard e tutti i compagni di squadra partono per una missione, mentre a bordo della nave viene testato il sistema. Tuttavia, quando esso viene attivato, invia un segnale ai Collettori che localizzano e attaccano la Normandy SR-2, prelevando l'intero equipaggio. Joker, con l'aiuto di IDA, riesce ad espellerli dalla nave. La scelta di inseguire immediatamente i Collettori e salvare l'equipaggio o di portare a termine altre missioni è legata alle decisioni del giocatore.
Dopo aver varcato - senza possibilità di ritorno, se non a missione compiuta - il portale di Omega-4, il corso degli eventi dipenderà dalle scelte fatte dal giocatore in termini dei potenziamenti installati sulla nave, delle loyalty mission portate a termine e dell'assegnazione dei ruoli ai propri compagni di squadra. Nella base dei Collettori si apprende che essi stanno costruendo un Razziatore umanoide utilizzando il materiale genetico dei coloni rapiti: dopo aver scelto se conservare la base e sfruttarne la tecnologia - come richiesto dall'Uomo Misterioso - o distruggerla, Shepard affronta e annienta la macchina, ancora in uno stato "embrionale". La sopravvivenza del comandante è subordinata alle scelte fatte dal giocatore nel corso del gioco e in particolar modo in quest'ultima missione.

## Modalità di gioco

Una schermata di gioco

### Classi
In Mass Effect 2 vi sono 6 diverse classi disponibili, che ricalcano, con lievi modifiche, quelle già presenti in Mass Effect:
- Adepto: È uno specialista biotico in grado di aver ragione di un gran numero di nemici senza sparare un solo colpo. È l'unica classe che dispone del potere Singolarità, con cui infligge un devastante danno ad area. È in grado di sollevare nemici nascosti dietro un riparo o di scagliarli violentemente contro le pareti. Può usare pistole pesanti e mitra.[19] I suoi poteri sono Singolarità, Deformazione, Attrazione, Onda d'urto e Lancio.
- Ingegnere: È uno specialista tecnico, in grado di dispiegare droni da combattimento sul campo di battaglia. Può violare l'IA dei nemici sintetici per indurli ad attaccare i loro alleati e possiede le abilità Incenerimento e Sovraccarico, con cui può recare danno ad una vasta gamma di nemici. È addestrato all'uso di pistole pesanti e mitra.[20] I suoi poteri sono Incenerimento, Sovraccarico, Drone da combattimento, Esplosione criogena e violazione IA.
- Soldato: Equipaggiato con un processore sinaptico oculare che gli consente di concentrarsi sui nemici con grande efficacia, il Soldato è una classe tenace e resistente, addestrata a fronteggiare i nemici mediante l'utilizzo delle armi da fuoco. È l'unica classe a disporre dei fucili d'assalto e di tutti i tipi di munizioni. Può usare ogni tipo di arma da fuoco.[21] Utilizza tutte le munizioni, incendiarie, criogene e disgregatrici, oltre a Colpo stordente e Scarica d'adrenalina.
- Incursore: Specialista sia militare sia tecnico, è l'unica classe che possiede, a partire da Mass Effect 2, l'abilità Occultamento Tattico, con la quale può celarsi agli occhi dei nemici e ai sensori degli strumenti di rilevazione. Letale a qualunque distanza, è addestrato all'uso di fucili di precisione, pistole pesanti e mitra.[22] I suoi poteri sono Occultamento tattico, Incenerimento, Violazione IA e Munizioni criogene e disgregatrici.
- Sentinella: Classe a metà tra Adepto e Ingegnere, è piuttosto versatile e in grado di fronteggiare qualunque situazione. Può sovraccaricare gli scudi dei nemici per poi finirli con le abilità biotiche e possiede una corazza tecnologica che lo protegge dal fuoco nemico; se sovraccaricata, stordisce tutti i nemici a corto raggio. Può usare pistole pesanti e mitra.[23] I suoi poteri sono Deformazione, Lancio, Corazza tecnologica, Sovraccarico e Esplosione criogena.
- Ricognitore: Specialista biotico e militare, possiede uno stile di combattimento rischioso ma letale, in base al quale stordisce i nemici con i propri poteri biotici per poi avvicinarsi alla portata delle proprie armi a corto raggio. È addestrato all'utilizzo di fucili a pompa, pistole pesanti e mitra.[24] I suoi poteri sono Carica biotica, Attrazione, Onda d'urto e Munizioni incendiarie e criogene.

### Nuove caratteristiche
Rispetto al primo capitolo della serie, gli sviluppatori hanno tuttavia apportato diverse modifiche alle meccaniche di gioco. In primo luogo, l'uso dei medi-gel per ripristinare i punti vita è stato abbandonato in favore di un sistema di rigenerazione progressiva della salute; i medi-gel vengono ora utilizzati esclusivamente per rianimare i compagni di squadra caduti.
Inoltre, sono state rivoluzionate le meccaniche di gioco relative alle armi da fuoco: in luogo delle munizioni infinite e il surriscaldamento delle armi visti in Mass Effect, gli sviluppatori hanno introdotto un sistema di "clip termiche" da espellere con regolarità dalle armi, di fatto rendendo il sistema di munizioni del tutto analogo a quello degli altri sparatutto in terza persona. Le clip termiche sono universali e possono essere raccolte sul campo di battaglia e dai nemici abbattuti.
Migliorato anche il posizionamento della telecamera durante le conversazioni, ora più dinamico e vivace in luogo delle inquadrature statiche viste nel primo capitolo della serie, il che conferisce alle scene un tocco più cinematografico. In alcune circostanze, inoltre, è possibile interrompere i dialoghi con azioni da Eroe o Rinnegato (atte a rimarcare ulteriormente l'inclinazione caratteriale che si vuole dare al proprio protagonista), a patto di aver raggiunto un livello sufficiente in una delle due caratteristiche.
L'esplorazione planetaria con il Mako M35 è stata eliminata e rimpiazzata da una navetta da sbarco Kodiak che trasporta automaticamente il personaggio e la sua squadra sui luoghi di interesse. Un nuovo veicolo pilotabile, l'Hammerhead, viene fornito mediante DLC insieme ad una serie di quest dedicate.
Sensibili i cambiamenti apportati all'equipaggiamento a disposizione del giocatore: a differenza di quanto visto in Mass Effect, che constava di dozzine di armi diverse raggruppate in 4 diversi tipi, in questo capitolo della serie vi sono diciannove modelli di armi raggruppati in 6 tipi. La novità è costituita dalla nuova classe delle "armi pesanti", particolarmente potenti - ancorché dal munizionamento più ridotto - e in grado di ribaltare le sorti di uno scontro. Non vi è più, inoltre, la necessità di spendere punti nelle abilità relative alle armi: i personaggi, infatti, sono subito in grado di utilizzare tutte le armi che sono addestrati ad usare. Esclusi dal gameplay i mod visti nel primo capitolo, l'armatura può essere migliorata acquistando componenti nei negozi sparsi in giro per la galassia o, così come per le armi, ricercando potenziamenti attraverso il laboratorio installato sulla Normandy.

### Importare i salvataggi diMass Effect
Coloro che hanno giocato il primo capitolo della serie hanno la possibilità di importare in Mass Effect 2 i dati relativi alla propria partita. In tal modo, le decisioni prese in Mass Effect avranno conseguenze in questo secondo capitolo e il giocatore potrà continuare la storia con il background da lui stesso stabilito. I personaggi e i compagni di squadra che non siano rimasti uccisi nel corso degli eventi del primo capitolo saranno presenti anche nel sequel.
Nell'importare il personaggio da Mass Effect, al giocatore è offerta la possibilità di cambiarne la classe e l'aspetto esteriore. Nel primo caso, nel corso della narrazione vengono spiegati i motivi che hanno portato al cambio di abilità del protagonista, mentre il cambiamento dell'aspetto estetico non ha influenze sul gameplay.
I save-games di Mass Effect 2 potranno a loro volta essere importati nel terzo capitolo della serie, sebbene esista almeno un possibile finale per cui questo non sarà possibile. In tal caso, il giocatore dovrà scegliere un finale diverso per Mass Effect 2 o partire con un nuovo personaggio in Mass Effect 3.
Al di là della continuità in termini di background con il primo capitolo della serie, importare un personaggio fornisce alcuni bonus, come crediti e risorse extra e la possibilità di iniziare il gioco a un livello più alto.

## Personaggi
- Comandante Shepard - Protagonista del primo capitolo della serie, viene ucciso nella sequenza iniziale di Mass Effect 2 per poi essere riportato in vita dall'organizzazione Cerberus, che gli fornisce una nave e un equipaggio per fonteggiare la minaccia dei Collettori, una misteriosa razza aliena che sta rapendo intere colonie umane ed è sospettata di lavorare per i Razziatori.
- Uomo Misterioso - Potente ed enigmatico, l'Uomo Misterioso (Illusive Man nella versione originale) è a capo dell'organizzazione Cerberus, un'oscura associazione che si batte per difendere gli interessi, quando non la supremazia, della razza umana nella galassia. Riporta Shepard in vita, finanziando il progetto Lazarus, e gli fornisce gli strumenti per fronteggiare la minaccia che i Collettori stanno portando contro le colonie umane. Shepard non parla con lui di persona, ma soltanto attraverso un'interfaccia olografica.[38]
- Jeff "Joker" Moreau - Brillante e sarcastico pilota della Normandy SR-1, aiutò Shepard nella sua lotta contro Saren e i Razziatori. Dopo la distruzione della nave, la squadra di Shepard fu sciolta e Joker decise di lasciare l'Alleanza per unirsi a Cerberus. In Mass Effect 2 è nuovamente ai comandi della nave di Shepard, la Normandy SR-2.[39]
- IDA: EDI nella versione originale, è l'intelligenza artificiale installata a bordo della Normandy SR-2; il suo nome è l'acronimo di Intelligenza Difensiva Avanzata.

### Compagni di squadra
Rispetto al primo capitolo della serie, il numero dei compagni di squadra reclutabili sale da 6 a 12. A ciascuno di essi è associata una loyalty mission, una quest in cui richiederanno aiuto per risolvere questioni personali; portare a termine tale missione sbloccherà un'abilità speciale per il compagno di squadra e aumenterà le sue chance di sopravvivenza alla missione finale. Tra i compagni di squadra conosciuti in Mass Effect, solo il Turian Garrus e la Quarian Tali seguiranno il protagonista anche in questo secondo capitolo.
- Jacob Taylor - Biotico con un passato nell'esercito dell'Alleanza, Jacob si è unito a Cerberus stanco dell'eccessiva burocrazia cui da soldato doveva far fronte. Tra i pochi sopravvissuti all'attacco geth su Eden Prime, rispetta Shepard per il comune passato da militari. Sebbene condivida gli scopi di Cerberus, non sempre ne approva i metodi. Nella missione lealtà chiede aiuto per indagare sullo schianto della SVV Gernsback, la nave di suo padre, scoprendo che quest'ultimo è impazzito e sta sfruttando il suo equipaggio.[42]
- Miranda Lawson - Geneticamente modificata per volere di suo padre, Miranda Lawson è l'ufficiale di Cerberus più alto in grado a bordo della Normandy e il secondo in comando di Shepard. Biotica, è pienamente devota alla causa di Cerberus, pronta a tutto affinché l'organizzazione raggiunga i suoi scopi. Nella sua missione lealtà chiederà a Shepard di aiutarla a portare al sicuro sua sorella Oriana, salvandola dai mercenari delle Eclipse.[43]
- Mordin Solus - Brillante e caparbio scienziato salarian, già membro della Squadra Operazioni Speciali, Mordin Solus viene reclutato sulla stazione Omega e possiede una personalità eccentrica e iperattiva. Fece parte del team di ricerca salarian che si occupò della genofagia e sovraintende alle attività scientifiche a bordo della Normandy SR-2. Nella sua missione lealtà bisognerà salvare un suo studente che sviluppò la genofagia da un clan Krogan.[44]
- Samara - Samara è una Justicar, ossia un'asari che ha scelto di lasciarsi alle spalle la propria vita e i propri cari per seguire un ideale di giustizia: potentissima biotica, vaga per la galassia per giustiziare criminali e vendicare torti, e non permette a nessuno di interferire con le sue azioni. Sebbene il codice delle Justicar le conceda totale arbitrio sulla vita degli altri, respinge decisamente qualunque forma di violenza ingiustificata. Nella sua missione lealtà Samara chiede aiuto a Shepard per eliminare sua figlia Morinth, che si nasconde ad Omega.[45]
- Morinth - Una delle tre figlie di Samara, è un Ardat-Yakshi, ossia un'asari portatrice di un'anomalia genetica che la porta ad uccidere il proprio partner nel momento in cui si unisce ad esso. Per l'uso spregiudicato e crudele che fa di questo suo "potere" è inseguita dalla madre per tutta la galassia: il suo reclutamento, alternativo a quello di Samara, è subordinato alle scelte del giocatore.
- Garrus Vakarian - Dopo la distruzione della Normandy SR-1, il turian Garrus Vakarian, ancora insofferente alla burocrazia, abbandona il Servizio di Sicurezza della Cittadella (SSC) per darsi alla vita del vigilante. Raggiunge la stazione Omega, mette insieme una squadra e si dedica autonomamente a combattere il crimine, attirandosi l'ostilità delle organizzazioni criminali presenti sulla stazione. A seguito di un tradimento, la sua squadra viene annientata e Shepard lo recluta a bordo traendolo da una situazione piuttosto intricata. Nella sua missione lealtà bisogna aiutarlo a vendicarsi del traditore che ha ucciso la sua squadra:si potrà scegliere se risparmiarlo o ucciderlo.
- Grunt - Un prototipo di supersoldato krogan creato dal signore della guerra Okeer. Allevato secondo il retaggio, le memorie e le abilità dei grandi guerrieri del passato, Grunt è considerato uno degli esemplari più avanzati e puri della sua specie. Tuttavia, inizialmente non possiede un clan e ha una scarsa conoscenza dei costumi e delle tradizioni krogan, il che lo porta ad agire spinto unicamente dai propri ancestrali istinti. Nella sua missione lealtà bisognerà aiutarlo a superare il rito di passaggio fatto da tutti i veri Krogan sconfiggendo una serie di creature.[46]
- Thane Krios - Assassino drell, Thane soffre della sindrome di Kepral e si unisce alla causa di Shepard in cerca di uno scopo da dare agli ultimi giorni della sua esistenza. È una sorta di monaco-guerriero, stoico e spirituale, ardentemente devoto al proprio cammino religioso. Sebbene un tempo fosse un mercenario che si offriva al miglior offerente, gli eventi della sua vita lo hanno portato ad accettare gli incarichi basandosi esclusivamente sui propri principi morali e religiosi. All'abilità di un tiratore scelto unisce quelle da biotico. Nella missione lealtà chiederà aiuto per convincere suo figlio a non intraprendere la strada dell'assassino, riuscendo a fermarlo prima che compia il suo primo omicidio.[47]
- Jack  - Prodotto di un oscuro esperimento di Cerberus, Jack è una potente quanto violenta biotica umana, con il corpo ricoperto da tanti tatuaggi, uno per ogni omicidio. Ha fatto parte di un culto e di diverse gang e ha commesso una lunga serie di crimini, nel vano scopo di definire sé stessa. Pericolosa e instabile, è reclusa nella nave-prigione Purgatory. Verrà liberata proprio da Shepard e si unirà quindi all'equipaggio della Normandy, al fine di ottenere informazioni su Cerberus, reo di averla trattata, anni addietro, come cavia per esperimenti biotici insieme a molti altri bambini. Nella missione lealtà di Jack bisogna aiutarla a compiere un gesto catartico: distruggere il luogo in cui quest'ultima è stata rinchiusa quando era bambina.[48]
- Tali'Zorah - Dopo gli eventi di Mass Effect, l'ingegnere quarian Tali'Zorah nar Rayya ritorna a bordo della Flotta Migrante e si unisce all'equipaggio della nave Neema. Nota per le sue abilità tecniche e ingegneristiche, è un importante e rispettato membro della Flotta. Assalita dai Geth durante una spedizione scientifica, viene tratta in salvo da Shepard e nuovamente reclutata nel suo equipaggio. Nella sua missione lealtà bisognerà difendere Tali da un'accusa di tradimento trovando prove a sostegno della sua innocenza.[49]
- Legion - Unità dei geth, Shepard lo porta a bordo, disattivato, in seguito ad una missione della storyline principale, con l'opzione di spedirlo a Cerberus o di riattivarlo. Nel secondo caso, il geth, denominato Legion dall'IA della Normandy, si unirà alla squadra e fornirà una prospettiva del tutto nuova sulla propria specie. Nella missione lealtà Legion chiederà di distruggere o riprogrammare una comunità di Geth eretici.
- Zaeed Massani - Mercenario umano, Zaeed Massani servì nell'Alleanza prima di costruirsi la reputazione di uno dei più feroci e brutali cacciatori di taglie dei Sistemi Terminus. Privo di qualsivoglia coscienza o principio morale, è il segreto cofondatore dell'organizzazione mercenaria dei Sole Blu. Viene reclutato da Cerberus per la missione di Shepard ed è ottenibile solamente tramite DLC. Nella sua missione bisogna eliminare Vido Santiago, cofondatore dei Sole Blu assieme allo stesso Zaeed.[50]
- Kasumi Goto - Kasumi è la ladra più abile e misteriosa della galassia: di lei si conosce poco, tranne il fatto che Cerberus l'ha reclutata per aiutare Shepard nella sua missione contro i Collettori. In cambio, chiede aiuto per infiltrarsi nel caveau di un pericoloso criminale, per risolvere alcune questioni affettive: recuperare una Graybox in cui sono conservate le memorie del suo ragazzo, Keiji, assassinato tempo prima. Anche il suo personaggio è ottenibile solamente tramite DLC.[51]

### Relazioni
Anche se i compagni di squadra non sono quelli incontrati in Mass Effect Shepard, se importato dal gioco precedente, ha la possibilità di restare fedele a eventuali relazioni instaurate nel primo capitolo della saga. È tuttavia possibile, sia per i personaggi importati sia per i nuovi, instaurare nuove relazioni sentimentali: un protagonista di sesso maschile può avviare una relazione con Miranda Lawson, Tali o Jack, mentre uno di sesso femminile con Jacob Taylor, Garrus Vakarian o Thane Krios. In entrambi i casi sono disponibili Samara (o Morinth, a seconda della scelta effettuata) e Liara T'Soni; quest'ultima relazione, sbloccabile soltanto con l'acquisto del DLC L'Ombra, può però esclusivamente continuare da Mass Effect. Per Kelly Chambers, assistente del comandante, è disponibile sia per Shepard maschio sia per femmina una sottostoria romantica che però non va a interferire con la principale relazione instaurata con un altro personaggio.

### Razze
Accanto a quelle già introdotte in Mass Effect, questo secondo capitolo della serie vede la comparsa di quattro nuove razze:

#### Collettori
Quella dei Collettori è una razza aliena proveniente dal portale di Omega-4 e dotata di una tecnologia particolarmente avanzata. Si vedono raramente nei Sistemi Terminus e men che meno nello Spazio della Cittadella. Sono soliti prelevare con la forza esseri senzienti, in genere in piccolo numero, dotati di aberrazioni genetiche. Sono i responsabili del rapimento di intere colonie umane, su cui Shepard è chiamato a investigare.
Poco o nulla è noto circa la struttura sociale che li governa. Il loro pianeta natale è ignoto.
Dal punto di vista biologico, si tratta di alieni insettiformi in parte organici e in parte sintetici, con ali sviluppate che consentono loro di spostarsi rapidamente sul campo di battaglia. La loro pelle è vulnerabile alle armi comuni e alcuni di essi, di tanto in tanto, sembrano essere "posseduti" da una sorta di sorvegliante (l'Araldo); quando accade ciò, la loro pelle emette una luce intensa e diventano più resistenti e pericolosi. Nel corso degli eventi narrati in Mass Effect 2 viene rivelata la loro appartenenza ai Prothean, in Mass Effect 3, con il DLC "Dalle ceneri" si scopre che sono appunto Prothean indottrinati dai Razziatori, solitamente questi ultimi creano dei Razziatori con le specie che mietono ma non sono riusciti a creare il Razziatore Prothean, ma ad esempio nella missione suicida si vede il proto razziatore umano creato con i coloni umani rapiti nei sistemi terminus.

#### Drell
I drell sono degli alieni piuttosto curiosi e religiosi. Sono dotati di una memoria eidetica e associativa superiore agli altri umanoidi, che permette loro di ricordare esattamente quasi ogni particolare della loro vita.
Il loro pianeta natale, Rakhana, è caratterizzato da un clima secco e vasti deserti ma con pochissime risorse a causa di una poderosa e incontrollabile espansione industriale. I drell non conoscevano ancora il volo spaziale e il loro destino sembrava segnato, finché alcuni milioni di essi non furono portati in salvo da una flotta hanar, lasciando i restanti sul loro pianeta morente a farsi guerra a vicenda per le ultime risorse disponibili.
I drell si sono integrati a ogni livello nella società hanar sul pianeta Kahje, dove sono diventati cittadini rispettati e produttivi. Alcuni di essi decidono di lasciare Kahje per esplorare la galassia, cercando di vivere sempre in maniera tranquilla e integrata.
Dal punto di vista biologico, sono umanoidi simili ai rettili terrestri con una vita media di 85 anni galattici standard. Il loro tessuto muscolare è più denso di quello degli umani, il che conferisce loro una maggior forza. Poiché il clima di Kahje, pianeta umido e ricoperto da oceani, è profondamente diverso da quello di Rakhana, essi sono costretti a vivere esclusivamente in ambienti dedicati. Tuttavia, la scarsa capacità di adattamento ad una vita in un ambiente più umido del proprio pianeta natale provoca nei drell una malattia letale, nota come Sindrome di Kepral, che rende loro la respirazione sempre più difficile, fino alla morte per soffocamento.

#### Vorcha
Il pianeta natale dei vorcha è relativamente piccolo, ostile e sovrappopolato, il che comporta una continua e incessante lotta per le poche risorse disponibili. Questo da un lato rende le generazioni dei vorcha sempre più forti e feroci, dall'altro ha costretto il loro sviluppo sociale e tecnologico a livelli pressoché primitivi. L'unico modo per fuggire dal pianeta natale è quello di nascondersi nella stiva delle navi che sventuratamente vi atterrano.
I vorcha sono estremamente aggressivi e il combattimento è la loro principale fonte di comunicazione. Tendono a vivere in gruppi piuttosto che da soli o mescolati ad altre razze.
Dal punto di vista biologico si tratta della meno longeva tra le forme di vita senzienti conosciute, con una vita media di 20 anni. È opinione comune che le loro capacità mentali siano appena sufficienti da classificarli come specie senziente. Non esiste niente di analogo tra le specie viventi terrestri e hanno un'adattabilità individuale estremamente elevata, il che rende superflua l'evoluzione come specie: il loro DNA, infatti, è rimasto immutato per milioni di anni. I mercenari krogan del Branco Sanguinario sfruttano quest'adattabilità reclutando un certo numero di vorcha nei loro ranghi, il che incrementa notevolmente la ferocia in combattimento del gruppo.

#### Yahg
Gli yahg sono una razza di umanoidi senzienti nativi del mondo di Parnack, noti per la loro violenza e aggressività. Sono abili predatori con un'intelligenza notevole, pari a quella dei salarian, ma con una vita molto più lunga. Quando il pianeta fu scoperto dal Consiglio della Cittadella nel 2125 CE, gli yahg massacrarono la delegazione inviata per avviare relazioni diplomatiche; il pianeta fu pertanto dichiarato off-limits e gli yahg inadatti all'integrazione nella comunità galattica.
Vengono introdotti nel mondo di gioco dal DLC L'Ombra, nel quale si apprende che il principale commerciante di informazioni della galassia, denominato per l'appunto "l'Ombra" (Shadow Broker nella versione originale), appartiene a questa specie.

## Nemici

### Sole Blu
Sono un gruppo mercenario formato da membri di varie razze tra cui umani, turian e batarian. Sono inoltre una delle tre bande principali dei Sistemi Terminus e Omega. Hanno molte navi e mech e si dedicano al commercio illegale di armi e traffico di schiavi. Sono stati fondati dai mercenari Vido Santiago e Zaeed Massani.
- Soldato: le unità di fanteria standard dei sole blu; hanno scudi deboli e sono armati di fucile d'assalto e pistole
- Legionario: versione potenziata del soldato, il legionario ha scudi più resistenti e può utilizzare una corazza tecnologica per potenziarli ulteriormente. Armati di fucile d'assalto.
- Centurione: soldato corazzato maggiormente degli altri, solitamente armato di potenti fucili a pompa con cui attaccare a corto raggio
- Armi pesanti: soldato modificato per avere forza maggiore, può utilizzare i lanciarazzi a scapito della potenza degli scudi. Generalmente rimane nelle retrovie per fornire fuoco di copertura
- Comandante: unità d'élite dei sole blu, i comandanti vengono scelti in base alle loro abilità di comando. Oltre agli scudi hanno anche una corazza, possono usare ogni tipo di arma e potenziare le abilità di combattimento delle altre unità

### Eclipse
Gli Eclipse sono un gruppo di mercenari che comprende membri di specie umana, asari e salarian. Dispongono di molti mech e si dedicano a varie attività tra cui vendita di armi, componenti per IA e soprattutto sabbia rossa, una potente droga che potenzia i poteri biotici. Sono la seconda delle tre bande dei Sistemi Terminus. Sono stati fondati dalla commando asari Jona Sederis.
- Soldato: unità di fanteria standard degli Eclipse, sono protetti da deboli scudi e sono armati con fucili d'assalto e pistole.
- Ingegnere: individui specializzati nell'utilizzo di attrezzature tecnologiche, hanno scudi più resistenti, sono armati di mitragliette e possono usare poteri come Droni da combattimento, incenerimento e sovraccarico
- Armi pesanti: soldati armati di lanciarazzi e protetti da scudi
- Ricognitore: soldato scelto protetto da una potente barriera biotica, esperto nell'utilizzo di fucili a pompa e di poteri biotici come Barriera e Deformazione.
- Commando: le più forti unità Eclipse protetti da corazza e barriera biotica, specializzati nell'uso del fucile a pompa e dei poteri biotici. Può potenziare le abilità offensive delle altre unità, rendendole più aggressive.

### Branco Sanguinario
Gruppo fondato inizialmente da un signore della guerra Krogan, il Branco Sanguinario recluta soltanto membri Vorcha e Krogan. I primi sono considerati carne da cannone, bersagli per attirare l'attenzione dei nemici lontano dai Krogan. Sono noti per la loro ferocia in combattimento e non si preoccupano dei danni collaterali. Sono specializzati nell'assaltare colonie e sono la terza banda dei Sistemi Terminus.
- Soldato: Vorcha armati di fucili d'assalto e mitraglietta i soldati hanno una corazza leggera, ma possono rigenerare la salute.
- Piromane: soldato armato di lanciafiamme, letale a distanza ravvicinata. Sono protetti da corazza e rigenerano la salute, ma hanno un punto debole: le bombole del lanciafiamme
- Squadra esplosivi: armati di lanciarazzi, sono Vorcha più forti della media protetti da corazza e in grado di rigenerare la salute, come tutte le altre unità
- Varren: rettile-mammifero simile a un cane, il varren ha zanne affilate con le quali sbrana il nemico e si sposta molto velocemente. Vengono utilizzati come diversivo dal Branco Sanguinario.
- Guerriero: i guerrieri sono soldati Krogan pesantemente corazzati con l'abilità di rigenerare la salute. Usano fucili a pompa e l'abilità strage. Attaccano a distanza ravvicinata e caricano il nemico per prenderlo a testate.

### Geth
Sintetici dotati di intelligenza artificiale creati dai Quarian ma da essi ribellatisi. Nel precedente Mass Effect erano i nemici principali e i più comuni in cui ci si poteva imbattere durante la maggior parte delle missioni, primarie e non. Tuttavia, in questo nuovo capitolo della serie si possono combattere direttamente solo in quattro missioni, tre delle quali secondarie. Le loro truppe sono formate da unità di combattimento già conosciute nel primo gioco, con l'unica differenza nel cambiamento di alcune abilità e attacchi da loro utilizzabili.
- Soldato: l'unità più comune di Geth, è armato con un Fucile a impulsi Geth e protetto da deboli scudi, che possono però essere potenziati durante il combattimento.
- Lanciarazzi: simile al Soldato, ma di colore rosso, è armato di Lanciarazzi e rimane perlopiù nelle retrovie, dando copertura ai compagni. Anch'esso è protetto da scudi relativamente molto deboli.
- Distruttore: poco più piccolo del Nucleo Geth, il Distruttore è armato di un lanciafiamme con cui può sbaragliare velocemente i nemici. Tuttavia non cerca mai riparo, e una volta distrutti i suoi scudi può essere facilmente eliminato o violato.
- Cacciatore: forte dell'abilità di potersi occultare, tenta spesso di prendere alle spalle l'avversario per poterlo eliminare velocemente con il suo fucile a pompa o con gli attacchi corpo a corpo. È protetto da potenti scudi.
- Nucleo: l'unità più resistente e pericolosa tra i Geth dopo il Colosso. Armato di un potente fucile d'assalto, non cerca mai copertura e predilige il contatto diretto con l'avversario. Può creare droni da combattimento e dispone di scudi e di una resistente corazza.
- Colosso: come nel primo gioco, il Colosso è il più temibile dei nemici Geth, capace di eliminare i nemici in pochi colpi, se non adeguatamente riparati. Dispone solo di una corazza e degli scudi, che però può occasionalmente rigenerare se distrutti. È immune a Stasi e può rilevare i nemici anche se in Occultamento tattico.

### Collettori
Oscura razza aliena proveniente dal portale di Omega 4, in realtà sono Prothean indottrinati e modificati dalla tecnologia dei Razziatori. Sono i nemici più forti e intelligenti del gioco e possono essere posseduti dall'Araldo, il Razziatore più antico.
- Drone: un normale soldato dei collettori, armato di fucile d'assalto dei collettori e protetto da deboli barriere biotiche. Letali in gruppo.
- Guardiano: identico al drone nell'aspetto, ma con forza e costituzione migliori. Utilizza il fucile d'assalto dei collettori ed è protetto da barriere biotiche; può inoltre generare uno scudo per proteggersi dal fuoco nemico.
- Assassino: un soldato assolutamente letale da ogni distanza grazie al suo raggio particellare, che spara un raggio energetico devastante. Anch'esso è protetto da una barriera biotica.
- Araldo: un soldato posseduto dai Razziatori, acquisisce una resistentissima corazza e un potenziamento delle barriere biotiche. Usa inoltre un potere biotico sconosciuto che fa uscire il giocatore dal riparo e fluttua a mezz'aria.

#### Mutanti
A supportare i Collettori sono spesso presenti orde di mutanti creati con il materiale genetico dei coloni umani rapiti grazie alla tecnologia dei Razziatori.
- Mutante: zombie antropomorfo simile a quelli creati dai Geth, si tratta di un umano mutato dalla tecnologia dei Razziatori attraverso spuntoni meccanici.
- Abominio: versione potenziata del mutante, presenta tutta la carne scoperta e avvolta dalle fiamme. Esplode una volta ucciso, arrecando gravi danni.
- Progenie: in mutante gigante formato da tre corpi fusi insieme. Ha grandi sacche sulla schiena, il loro punto debole. Attacca con il cannone da spalla e un attacco biotico sconosciuto che scioglie gli scudi.
- Praetorian: enorme macchina aracniforme formato da materiale genetico umano che fluttua in aria. Ha una potentissima corazza protetta da barriere biotiche altrettanto potenti. Attacca con un doppio raggio particellare in grado di falciare un intero plotone in pochi secondi, oltre a uno schianto biotico che spazza via chiunque si trovi nel suo raggio d'azione. Viene usato dai collettori come unità d'artiglieria pesante.

### Altri nemici
Con l'uscita dei DLC sono stati ampliati anche i nemici che si possono affrontare durante il gioco. Mentre nelle missioni del gioco base i nemici rimangono sempre gli stessi, nelle missioni secondarie aggiunte si possono incontrare nuove fazioni nemiche e fazioni già presenti, ma con una più vasta gamma di nemici; ad esempio, i Sole Blu disporranno anche di Piromani nella loyalty mission di Zaeed. Le nuove fazioni sono composte da: Agenti dell'Ombra, Forze dell'Alleanza indottrinate e Guardie carcerarie Batarian.

## Doppiaggio
| Personaggio                   | Doppiatore inglese       | Doppiatore italiano  |
| ----------------------------- | ------------------------ | -------------------- |
| Shepard (uomo)                | Mark Meer                | Giacomo Zito         |
| Shepard (donna)               | Jennifer Hale            | Cinzia Massironi     |
| Uomo Misterioso               | Martin Sheen             | Oliviero Corbetta    |
| Miranda Lawson                | Yvonne Strahovski        | Maura Marenghi       |
| Jacob Taylor                  | Adam Lazarre-White       | Silvio Pandolfi      |
| Mordin Solus                  | Michael Beattie          | Pino Pirovano        |
| Garus Vakarian                | Brandon Keener           | Renato Novara        |
| Grunt                         | Steve Blum               | Marco Balzarotti     |
| Jack                          | Courtenay Taylor         | Greta Bortolotti     |
| Zaeed Massani                 | Robin Sachs              | Marco Pagani         |
| Kasumi Goto                   | Kym Hoy                  | Francesca Jemma      |
| Thane Krios                   | Keythe Farley            | Luca Bottale         |
| Samara                        | Maggie Baird             | Patrizia Scianca     |
| Morinth                       | Natalia Cigliuti         | Daniela Fava         |
| Tali'Zorah Vas Neema          | Ash Sroka                | Ludovica De Caro     |
| Legion                        | D.C. Douglas             | Maurizio Desinan     |
| Kal’Reegar                    | Adam Baldwin             | Maurizio Desinan     |
| Jeff 'Joker' Moreau           | Seth Green               | Roger Mantovani      |
| IDA                           | Tricia Helfer            | Giuliana Atepi       |
| David Anderson                | Keith David              | Marco Balbi          |
| Aria T’Loak                   | Carrie-Anne Moss         | Elda Olivieri        |
| Cap. Bailey                   | Michael Hogan            | Aldo Stella          |
| Amm. Shala'Raan vas Tonbay    | Shohreh Aghdashloo       | Cristina Giolitti    |
| Amm. Daro'Xen vas Moreh       | Claudia Black            | Simona Biasetti      |
| Amm. Han'Gerrel vas Neema     | Simon Templeman          | Oliviero Cappellini  |
| Araldo                        | Keith Szarabajka         | Matteo Zanotti       |
| Altri personaggi              |                          |                      |
| Amanda Kenson                 | Victoria Gay             | Elda Olivieri        |
| Amm. Rael'Zorah               | Simon Templeman          | Natale Ciravolo      |
| Amm. Zaal'Koris vas Qwib Qwib | Martin Jarvis            | Raffaele Fallica     |
| Anto Korragan                 | Alastair Duncan          | Marco Pagani         |
| Aresh Aghdashloo              | Michael Beattie          | Gigi Rosa            |
| Ashley Williams               | Kimberly Brooks          | Jenny De Cesarei     |
| Avina                         | Dannah Feinglass Phirman | Benedetta Ponticelli |
| Charles Pressly               | Dwight Schultz           | Diego Sabre          |
| Charr                         | Brian Bloom              | Marco Balzarotti     |
| Codex                         | Neil Ross                | Marco Balzarotti     |
| Conrad Verner                 | Jeff Page                | Ruggero Andreozzi    |
| Cons. Asari                   | Jan Alexandra Smith      | Angiolina Gobbi      |
| Cons. Salarian                | Armin Shimerman          | Diego Sabre          |
| Cons. Turien                  | Alastair Duncan          | Gabriele Calindri    |
| Curatore del Presidium        | Quinton Flynn            | Federico Danti       |
| David Archer                  | Jesse Gervais            | Pino Pirovano        |
| Delan                         | Keith Szarabajka         | Giacomo Zito         |
| Deleia Sanassi                | Naomi Mercer             | Beatrice Caggiula    |
| Donnel Udina                  | Bill Ratner              | Antonio Paiola       |
| Dott. Chakwas                 | Carolyn Seymour          | Stefania Patruno     |
| Elnora                        | April Banigan            | Silvana Fantini      |
| Emily Wong                    | Anndi McAfee             | Loretta Di Pisa      |
| Ereba                         | Vanessa Marshall         | Daniela Fava         |
| Erinya                        | Jane Singer              | Silvana Fantini      |
| Etarn Tiron                   | Chris Edgerly            | Marco Pagani         |
| Feron                         | Yuri Lowenthal           | Francesco Orlando    |
| Fortack                       | Keythe Farley            | Gianluca Iacono      |
| Forvan                        | Jesse Gervais            | Gabriele Calindri    |
| Gabby Daniels                 | Dannah Feinglass Phirman | Alessandra Felletti  |
| Garka                         | Keith Ferguson           | Marco Balzarotti     |
| Gavin Archer                  | Simon Templeman          | Pino Pirovano        |
| Generale dei Collettori       | Keith Szarabajka         | Matteo Zanotti       |
| Gianna Parasini               | Wendy Braun              | Simona Biasetti      |
| Grizz                         | John Ullyatt             | Oliviero Corbetta    |
| Harkin                        | Roger L. Jackson         | Natale Ciravolo      |
| Harrot                        | Wes Borg                 | Natale Ciravolo      |
| Hermia                        | Anndi McAfee             | Renata Bertolas      |
| Ispettrice Anaya              | Cindy Robinson           | Cristina Giolitti    |
| Ish                           | George Szilagyi          | Pino Pirovano        |
| Jentha                        | Cindy Robinson           | Cristina Giolitti    |
| Jonn Whitson                  | Josh Dean                | Ruggero Andreozzi    |
| Kaidan Alenko                 | Raphael Sbarge           | Lorenzo Scattorin    |
| Kelly Chambers                | Cara Pifko               | Loretta Di Pisa      |
| Kenn                          | Gideon Emery             | Gabriele Calindri    |
| Kenneth Donnelly              | John Ullyatt             | Renato Novara        |
| Khalisah Bint al-Jilani       | April Banigan            | Renata Bertolas      |
| Kian Louros                   | Gwendoline Yeo           | Elisabetta Cesone    |
| Kolyat Krios                  | Quinton Flynn            | Aldo Stella          |
| Lantar Sidonis                | Jason Singer             | Natale Ciravolo      |
| Liara T'Soni                  | Ali Hillis               | Loretta Di Pisa      |
| L'Ombra                       | Steve Blum               | Alberto Olivero      |
| Marab                         | William Salyers          | Roger Mantovani      |
| Marsh                         | Francesco Quinn          | Raffaele Fallica     |
| Matriarca Aethyta             | Claudia Black            | Elisabetta Cesone    |
| Nassana Dantius               | Grey Griffin             | Silvana Fantini      |
| Niftu Cal                     | Mark Meer                | Gigi Rosa            |
| Ogrinn                        | Gideon Emery             | Marco Balzarotti     |
| Patriarca                     | Jim Cummings             | Raffaele Fallica     |
| Pitne For                     | Chris Postle             | Maurizio Desinan     |
| Prazza                        | Mark Meer                | Diego Baldoin        |
| Preitor Gavorn                | Gideon Emery             | Gabriele Calindri    |
| Profeta pazzo                 | Brian Bloom              | Giacomo Zito         |
| Ratch                         | Brian Bloom              | Giacomo Zito         |
| Rupert Gardner                | Bill Ratner              | Stefano Albertini    |
| Sciamano                      | Fred Tatasciore          | Natale Ciravolo      |
| Sekat                         | Yuri Lowenthal           | Marco Balbi          |
| Serg. Cathka                  | Jason Singer             | Natale Ciravolo      |
| Serg. Haron                   | William Salyers          | Walter Rivetti       |
| Shiala                        | Gwendoline Yeo           | Elisabetta Cesone    |
| Steven Hackett                | Lance Henriksen          | Marco Pagani         |
| Tarak                         | Dave Fennoy              | Giacomo Zito         |
| Tela Vasir                    | Jessica Anne Bogart      | Emanuela Pacotto     |
| Telon                         | George Szilagyi          | Francesco Mei        |
| Urdnot Darg                   | Mark Meer                | Natale Ciravolo      |
| Urdnot Wreav                  | Jim Cummings             | Pietro Ubaldi        |
| Urdnot Wrex                   | Steven Barr              | Dario Oppido         |
| Vido Santiago                 | Richard Green            | Leonardo Gajo        |
| Wilson                        | Steve Blum               | Luca Bottale         |

Personaggi Minori: Claudio Beccari, Greta Bortolotti, Oliviero Cappellini, Andrea De Nisco, Donatella Fanfani, Davide Garbolino, Gianni Gaude, Jolanda Granato, Massimiliano Lotti, Renato Novara, Alberto Olivero, Elda Olivieri, Dario Oppido, Antonio Paiola, Silvio Pandolfi, Stefania Patruno, Alex Poli, Gianni Quillico, Riccardo Rovatti, Luca Sandri, Patrizia Scianca, Paolo Sesana, Aldo Stella

## Sviluppo
A differenza di quanto accaduto per il prequel, la cui versione per Microsoft Windows venne pubblicata qualche mese dopo quella per Xbox 360, il CEO di Electronic Arts ha confermato dal primo momento che Mass Effect 2 sarebbe uscito in contemporanea per entrambe le piattaforme. Il 17 agosto 2010 è stata annunciata la versione per PlayStation 3, in uscita a gennaio 2011.
Il 2 marzo 2009 Electronic Arts e Bioware hanno annunciato la creazione di un nuovo team di sviluppo per Mass Effect 2, con sede negli studi di EA Montreal. Scopo del team è stato quello di supportare le squadre già al lavoro sul gioco, mentre circa la metà del team che aveva lavorato su Mass Effect era stato destinato ad altre mansioni. Tra gli autori della sceneggiatura è stato confermato Drew Karpyshyn, già lead-writer del capostipite della serie di cui ha firmato anche un prequel (Mass Effect: Revelation) e uno spin-off (Mass Effect: Ascension).
Entrambe le versioni del software occupano due DVD-DL. Gli utenti Xbox 360 devono eseguire un doppio cambio di disco nel lettore per portare a termine il gioco.

### DRM
Abbandonato il sistema SecuROM utilizzato per Mass Effect, la versione retail di Mass Effect 2 richiede un codice seriale univoco e non prevede un'autenticazione online. Per lanciare il gioco su Microsoft Windows è necessaria la presenza del disco nel lettore, con il software che esegue un disc check di base.
La versione digital, invece, permette un numero massimo di cinque installazioni.

### Comparto video
Alcuni personaggi del gioco sono stati modellati sulle fattezze di alcuni attori e attrici reali: oltre a Mark Vanderloo, che come in Mass Effect ha prestato il suo volto al protagonista standard John Shepard, hanno lavorato al gioco Jillian Murray (Liara T'Soni), Yvonne Strahovski (Miranda Lawson), Seth Green (Joker) e Martin Sheen (l'Uomo Misterioso). Tutti, ad eccezione di Mark Vanderloo e Jillian Murray, hanno anche doppiato il proprio personaggio nella versione in lingua originale.

### Comparto audio
Nella versione originale di Mass Effect 2 vi sono 90 doppiatori che interpretano 546 personaggi e recitano oltre 25.000 linee di dialogo.

#### Versione italiana e localizzazione
La localizzazione italiana di Mass Effect 2 è stata curata da Synthesis International, che curò anche la localizzazione di Mass Effect. La mole del progetto è stata analoga, per dimensioni, a quella del primo capitolo della serie: 400.000 parole di copioni e oltre 650.000 di traduzione complessiva.
In questa edizione sono stati utilizzati 82 doppiatori in totale. Il cast ha subito alcune variazioni: ad esempio Claudio Moneta, il doppiatore originale del Comandante Shepard in versione maschile, a seguito di un brutto incidente stradale che lo ha visto coinvolto sul finire della lavorazione (circa l'80% delle registrazioni completate), è stato sostituito da Giacomo Zito. Anche i doppiatori di Tali, Liara e Udina sono cambiati: i loro ruoli sono stati affidati infatti a Ludovica De Caro, Loretta Di Pisa e Antonio Paiola, per l'indisponibilità rispettivamente di Emanuela Damasio, Francesca Perilli e Enrico Bertorelli.

## Marketing
Alcuni membri del team di sviluppo di BioWare sono intervenuti all'edizione 2009 della Game Developers Conference, sottolineando un nuovo approccio nel level design di Mass Effect 2.
Un teaser promozionale del gioco venne pubblicato il 20 febbraio 2009, nel corso del quale veniva mostrato lo stato di servizio del Comandante Shepard con la dicitura KIA, ossia "ucciso in azione" (killed-in-action). Inoltre, il trailer mostrava un geth che indossava un'armatura riportante il logo N7, identificativo dell'Alleanza dei Sistemi e stampato sull'armatura di base di Shepard. Chiamato a commentare i rumor sulla presunta morte del protagonista del primo capitolo, il direttore del progetto Casey Hudson affermò "meglio che non sia vero. Abbiamo dei progetti importanti, per cui se qualcuno è andato ad uccidere Shepard le cose stanno prendendo una piega inaspettata..."
Il 29 maggio 2009 è stato pubblicato il primo trailer vero e proprio di Mass Effect 2, in cui viene mostrato uno Shepard effettivamente ancora in vita. Successivamente, la BioWare ha confermato che il destino di Shepard nel gioco è unicamente subordinato alle scelte del giocatore.
La versione per PlayStation Network uscita sempre nel gennaio 2011, così come la versione fisica, ottenne il 10% di vendite complessive tra tutti i titoli PlayStation 3 dell'epoca.

### Collector's Edition
Mass Effect 2 è stato pubblicato anche nella versione Collector's Edition, che oltre alla versione completa del gioco contiene un artbook di 48 pagine, il primo numero del fumetto Mass Effect: Redemption, bonus in-game come l'arma e la corazza dei Collettori e un DVD con il "making of" del gioco.

### Rete Cerberus
In ogni copia di Mass Effect 2 è contenuto un codice di attivazione, a uso singolo, che permette ai giocatori di unirsi alla Rete Cerberus e di scaricare gratuitamente una serie di contenuti aggiuntivi. I possessori di copie usate, per accedere ai medesimi contenuti, devono acquistare un codice di attivazione a parte.

## Contenuti aggiuntivi
Così come accaduto per Dragon Age: Origins, il team di sviluppo di Mass Effect 2 fornisce contenuti aggiuntivi scaricabili (DLC) a partire dall'uscita del gioco, a titolo gratuito e non. Tali contenuti comprendono generalmente armi, armature o missioni aggiuntive.

### Lista dei contenuti scaricabili
| DLC                              | Contenuto                                          | Data di uscita   | Prezzo                                              |
| -------------------------------- | -------------------------------------------------- | ---------------- | --------------------------------------------------- |
| Arma e corazza dei Collettori    | Armatura e fucile d'assalto                        | 26 gennaio 2010  | In omaggio con l'acquisto della Collectors' Edition |
| Corazza di sangue di drago       | Armatura                                           | 26 gennaio 2010  | In omaggio con l'acquisto di Dragon Age: Origins    |
| Sito di schianto della Normandy  | Missione                                           | 26 gennaio 2010  | Gratuito                                            |
| Zaeed - Il prezzo della vendetta | Nuovo personaggio, loyalty mission e arma pesante  | 28 gennaio 2010  | Gratuito                                            |
| Arma e corazza di Cerberus       | Armatura e fucile a pompa                          | 9 febbraio 2010  | Gratuito                                            |
| Proiettore ad arco di Cerberus   | Arma pesante                                       | 9 marzo 2010     | Gratuito                                            |
| Pacchetto Firewalker             | Veicolo Hammerhead e cinque missioni               | 23 marzo 2010    | Gratuito                                            |
| Pacchetto aspetti alternativi 1  | Abiti alternativi per Jack, Thane e Garrus         | 23 marzo 2010    | 160 punti BioWare/MS                                |
| Kasumi - La memoria rubata       | Nuovo personaggio, loyalty mission e mitraglietta  | 6 aprile 2010    | 560 punti BioWare/MS                                |
| Pacchetto equalizzatore          | Componenti armatura                                | 4 maggio 2010    | 160 punti BioWare/MS                                |
| Overlord                         | Missioni aggiuntive                                | 15 giugno 2010   | 560 punti BioWare/MS                                |
| Pacchetto Aegis                  | Armatura e fucile di precisione                    | 7 luglio 2010    | 160 punti BioWare/MS                                |
| Pacchetto Potenza di fuoco       | Pistola pesante, fucile d'assalto e fucile a pompa | 3 agosto 2010    | 160 punti BioWare/MS                                |
| L'Ombra                          | Missioni aggiuntive                                | 7 settembre 2010 | 800 punti BioWare/MS                                |
| Pacchetto aspetti alternativi 2  | Abiti alternativi per Miranda, Tali e Grunt        | 8 febbraio 2011  | 160 punti BioWare/MS                                |
| Avvento                          | Missioni aggiuntive                                | 29 marzo 2011    | 560 punti BioWare/MS                                |
| Genesi                           | Fumetto digitale riassuntivo                       | 17 maggio 2011   | 320 punti BioWare/MS                                |

## Accoglienza
La rivista Play Generation diede alla versione per PlayStation 3 un punteggio di 97/100, apprezzando le convincenti meccaniche tra sparatutto e GdR e la storia eccezionale e come contro la presenza di qualche minimo difetto grafico e la traduzione buona ma non sempre chiara, finendo per trovarlo il miglior GdR visto su PS3, con una delle storie più belle e profonde di sempre, rendendolo così un gioco assolutamente da non perdere.